# Arsat, Der Magier von Venedig
Die Geschichten von Arsat, Der Magier von Venedig waren Bestandteil der Comicserie Spuk Geschichten des Bastei Verlages, die von Juli 1978 bis April 1995 in 492 Heften erschienen. In jedem Heft wurde eine Geschichte mit Arsat, Der Magier von Venedig von meist 14 Seiten veröffentlicht. Zusätzlich wurden von Gustav Lübbe (Basteiverlag) Sammelbände und Hörspiele herausgegeben. 

## Hauptpersonen

### Arsat
Arsat lebte etwa 1700 Jahre vor Beginn der christlichen Zeitrechnung in Ägypten. Er war Richter, Heiler und Priester des Kosmos (vergl. Spuk Geschichten Heft 1). Er kehrt in Der Fluch des Doppelgängers in diese Zeit zurück, um die Zerstörung seiner Leiche zu verhindern (vergl. Heft 83). Am Morgen des 13. Februar 1680 wird Arsat durch ein Geisterschiff nach Venedig gebracht. Diese Überfahrt aus dem Totenreich ist der Beginn seines zweiten Lebens. Seine Hauptwaffen gegen das Böse sind das Doppelauge von Theben (ein Kristall) und die Schlangenspitze (eine magische Energiewaffe).

### Gino
Gino lebte als Arbeitshilfe bei der blinden Scorra in deren Palazzo. Er begleitete Arsat als einziger in allen seinen 492 Abenteuern. Er entwickelt sich vom verspielten unerfahrenen Kind zum treuen Gefährten Arsats.

### Carmilla
Carmilla ist die Tochter eines berühmten Zauberers und einer starken Hexe. Sie kann sich unter bestimmten Bedingungen zu einer Feuerhexe verwandeln. Sie trägt ein Sternenamulett, das ihr große Hexenkräfte verleiht. Nach Scorras Tod begleitet sie Arsat auf seinen Abenteuern. In den späteren Heften (ca. ab Ausgabe 250) bringt sie es fertig, sich im Verlauf fast jedes Abenteuers ihrer Kleidung nahezu völlig zu entledigen.

### Scorra
Scorra ist eine blinde Seherin und gute Hexe. Sie nimmt Arsat nach seiner Wiedergeburt in ihrem Palazzo auf und hilft nach besten Kräften Arsat im Kampf gegen das Böse. Nach ihrem Tod und der Zerstörung ihres Palazzos verlassen Arsat und Gino Venedig (vergl. Heft 145 und 149).

### Ogun
Vorgeschichte: Ogun lebte etwa 1700 Jahre vor Beginn der christlichen Zeitrechnung in Punt. Er war Richter, Bewahrer und Priester des Kosmos (vergl. Spuk Geschichten Heft 1). Ogun schloss sich bereits vor Arsats Wiedergeburt dem stierköpfigen Herrn der Dämonen an. Er lebt in Venedig und tritt Arsat gegenüber als Verbündeter auf. Insgeheim versucht er jedoch etliche Male, über Mittelsmänner Arsat zu vernichten. In einer finalen Schlacht wird er jedoch selbst vernichtet.

### Der stierköpfige Herr der Dämonen
Er steht über allen Dämonen und ist Arsats Erzfeind. Er versucht die Welt zu verderben.

## Nachdrucke
Der erste Nachdruck erfolgte von 1991 bis 1994 im Taschenbuchformat mit insgesamt elf Teilen. Der letzte Nachdruck einiger Geschichten erfolgte von 2001 bis 2002 in zwölf Heften unter dem Namen Arsat Der Dämonenjäger.

## Zeichner / Texte
Die Texte stammen von Hajo F. Breuer, Peter Mennigen, Jürgen Drescher, Ewald Fehlau und weiteren Autoren.
Zeichner waren Claudio Acciari, José Lombardía (als Battaglia), José Bellalta, Joan Boix, Toni Deu, Jesús Peña, Pascolini, Francisco Díaz Rojo, Alberto Solé, Salvatore Stizza, Carlos Torrente, sowie Zeichnern des Studios Giolitti und des Studio Ortega.

## Hörspiele
1989 wurden zwei Hörspiele mit Begleitheft unter den Titeln Die Entführung und Das Totenschiff produziert.